# Santa Cruz, Tequila
Santa Cruz är en ort i Mexiko.   Den ligger i kommunen Tequila och delstaten Veracruz, i den sydöstra delen av landet, 230 km öster om huvudstaden Mexico City. Santa Cruz ligger 1 813 meter över havet och antalet invånare är 605.
Terrängen runt Santa Cruz är kuperad åt sydväst, men åt nordost är den bergig. Runt Santa Cruz är det ganska tätbefolkat, med 93 invånare per kvadratkilometer. Närmaste större samhälle är Orizaba, 13,9 km norr om Santa Cruz. I omgivningarna runt Santa Cruz växer i huvudsak blandskog.